# Хартнакшуле
Ха́ртнакшуле (нем. Hartnackschule) — одна из крупнейших частных школ иностранных языков в Берлине. Школа располагает высококвалифицированным педагогическим составом и признана университетами, биржами труда Германии и Берлинским сенатом. Школа находится на улице Моцштрассе в берлинском районе Шёнеберг.

## История школы
Школа была основана в 1915 году в Кёльне. В 1936 году основатель школы Пауль Эмиль Хартнак (нем. Paul Emil Hartnack) перевёз школу в Берлин. После войны в 1945 году школа была передана Артуру Лаутербаху (нем. Artur Lauterbach).
В течение многих десятилетий Хартнакшуле входит в Союз немецких частных школ (нем. Verband Deutscher Privatschulen). С 2000 года школа имеет сертификат ISO 9001. Два года позднее был основан благотворительный фонд имени Лаутербаха (нем. Lauterbach-Stiftung e.V.), целью которого является финансовая поддержка одарённых учащихся школы, не имеющих возможность оплачивать своё обучение.
Сегодня школой руководят Инге и Хеннинг Лаутербахи (нем. Inge Lauterbach, Henning Lauterbach). В штате школы более 70 преподавателей. Обучение проходит в 3 смены ежедневно, что позволяет более 1 500 учащихся со всех континентов ежемесячно изучать немецкий и английский языки.

## Предлагаемые курсы
Школа предлагает следующие курсы:

### Немецкий язык
- Курсы от уровня A1 до уровня C2 «Международной системы классификации CEFR»
- Спецкурсы для подготовки к международным экзаменам TestDaF, DSH, Großes Deutsches Sprachdiplom и др.
- Грамматические и фонетические курсы
- Специализированный артикль-курс
- Вводные курсы для лиц, не владеющих латинским алфавитом
- Интеграционные курсы для немецких переселенцев, беженцев и иностранцев, имеющих право на прохождение интеграционных курсов
- Курс «Немецкий для профессии» (нем. Deutsch für den Beruf), включающий не только уроки немецкого языка с профессиональным уклоном, но и основы работы с PC и производственный практикум

### Английский язык
- Курсы от уровня A1 до уровня C2 «Международной системы классификации CEFR»
- Спецкурсы для подготовки к международным экзаменам TOEFL, FCE и др.

## Координаты
- Адрес: Motzstraße 5, 10777 Berlin-Schöneberg.
- Станция метро «Ноллендорфплац» (линии U1, U2, U3 и U4).